# Mostafa Mahmoud Selim
Mostafa Mahmoud Selim (en árabe: مصطفى عفروتو),(El Cairo, Egipto; 17 de marzo de 1990) conocido como Afroto, es un jugador de fútbol de Egipto. Juega de centrocampista o delantero, actualmente se encuentra sin club. Su último club fue el Saham Club de Omán.

## Selección nacional
Fue parte de la selección de Egipto que disputó la Copa Mundial de Fútbol Sub-20 de 2009.

## Clubes
| Club                  | País       | Año         |
| --------------------- | ---------- | ----------- |
| Al-Ahly               | Egipto     | 2010 - 2012 |
| Al-Ittihad (préstamo) | Egipto     | 2011        |
| FK Qarabağ            | Azerbaiyán | 2012 - 2013 |
| Misr El-Makasa        | Egipto     | 2013        |
| Ala'ab Damanhour      | Egipto     | 2014 - 2015 |
| Ismaily SC            | Egipto     | 2015 - 2016 |
| El Sharkia Zagazig    | Egipto     | 2016 - 2017 |
| Entag El Harby        | Egipto     | 2017 - 2018 |
| Saham Club (préstamo) | Omán       | 2018        |

- Datos: Q1649826